# Гому, Бернар
Бернар Гому (фр. Bernard Goumou; род. 8 сентября 1980, Абиджан) — гвинейский государственный и политический деятель. Являлся премьер-министром Гвинеи после того, как временный премьер-министр Мохамед Беавоги ушёл с должности по состоянию здоровья.

## Биография
С 2017 года занимал должность управляющего директора компании Lanala Assurance. 27 октября 2021 года был назначен министром торговли, промышленности, малых и средних предприятий в переходном правительстве Мохамеда Беавоги.
16 июля 2022 года был назначен исполняющим обязанности премьер-министра Гвинеи после того, как временный премьер-министр Мохамед Беавоги не смог исполнять обязанности по состоянию здоровья. О назначении Бернара Гому на должность премьер-министра было объявлено по национальному телевидению Гвинеи.
19 февраля 2024 года правительство Гому было распущено Национальным комитетом примирения и развития (CNRD). Управление текущими делами до формирования нового правительства обеспечивали руководители кабинетов — генеральные секретари и заместители генеральных секретарей.